# Willy-Hager-Preis
Mit dem Willy-Hager-Preis werden jüngere Wissenschaftler für hervorragende Arbeiten auf dem Gebiet der Verfahrenstechnik im Bereich der Wasser- oder Abwasseraufbereitung ausgezeichnet. Der Preis ist nach dem Ingenieur Willy Hager (1905–1975) benannt, der im Alter von 27 Jahren die Firma Hager + Elsässer in Stuttgart-Vaihingen gründete.
Der jährlich von der Willy-Hager-Stiftung (gegründet am 31. Januar 1973) ausgeschriebene Preis ist mit 6000 € dotiert. Willy Hager bestimmte die Förderung der Wissenschaft durch Forschung auf dem Gebiet des Umweltschutzes, insbesondere der Verfahrenstechnik der Reinigung und Aufbereitung von Frisch- und Abwasser zum Stiftungszweck. Die Preisträger werden auf der Jahrestagung der Wasserchemischen Gesellschaft geehrt. Der Preis wurde auch mehrmals zwischen zwei Preisträgern geteilt.
Die Willy-Hager-Medaille wird alle drei Jahre an Personen verliehen, „die sich in hervorragender Weise um die wissenschaftliche Erforschung der Grundlagen und Verfahren der Wasseraufbereitung und der Abwasserreinigung verdient gemacht haben.“

## Preisträger des Willy-Hager-Preises
- 1993: Matthias Franzreb
- 1994: Thomas Ries
- 1995: P. Baumann
- 1996: O. Specht
- 1997: Martin Sörensen
- 1998: Jörg E. Drewes
- 1999: Marek Mösche
- 2000: Bertold Günder
- 2001: Petra Koziollek: Cometabolischer Abbau von cis-1,2-Dichlorethen und Vinylchlorid durch Ethen-verwertende Bakterien.
- 2002: Sven Thate: Untersuchung der elektrochemischen Deionisation zur Reinstwasser-Herstellung.
- 2004: Claudia Weidlich: Entwicklung eines elektrochemisch schaltbaren Ionenaustauschers zur Wasserenthärtung auf der Basis des leitfähigen Polymers Polypyrrol.
- 2005: Elmar Rother: Optimising Design and Operation of the Biofiltration Process for Municipal Wastewater Treatment.
- 2006
  - Arne Genz: Entwicklung einer neuen Adsorpitionstechnik zur Entfernung natürlicher Organika mit granuliertem Eisenhydroxid.
  - Thomas Wintergens: Modellierung von Membranbioreaktoren für die Abwasserbehandlung unter Berücksichtigung endokrin wirksamer Substanzen.
- 2007
  - Thomas Glauner: Wasseraufbereitung von Schwimmbeckenwasser – Bildung und Nachweis von Desinfektionsnebenprodukten und ihre Minimierung mit Membran- und Oxidationsverfahren.
  - Christian Schaum: Verfahren für eine zukünftige Klärschlammbehandlung – Klärschlammkonditionierung und Rückgewinnung von Phosphor aus Klärschlammasche.
- 2008: André Lerch: Deckschichtbildung durch Flocken in von innen nach aussen durchströmten Ultrafiltrationskapillarmembranen.
- 2009
  - Florencia Saravia: Entfernung von organischen Spurenstoffen und Untersuchung von Foulingprozessen in getauchten Membranen und Hybridverfahren.
  - Jens Haberkamp: Organisches Membranfouling bei der Ultrafiltration kommunaler Kläranlagenabläufe: Ursachen, Mechanismen und Maßnahmen zur Verringerung.
- 2010: Jochen Henkel: Oxygen Transfer Phenomena in Activated Sludge.
- 2011: Clemens Fritzmann: Entwicklung eines Mikromischers zur Intensivierung des Stofftransports bei ausgewählten Membranverfahren.
- 2012: Thomas Riethmann: Untersuchungen zur Sorption von Quecksilber aus Verbrennungsabgasen und Nebenprodukten in Entschwefelungsanlagen.
- 2013: Claudia Niewersch: Nanofiltration for Phosphorous Recycling from Sewage Sludge
- 2014: Sebastian Petzet: Phosphorrückgewinnung in der Abwassertechnik – Neue Verfahren für Klärschlamm und Klärschlammaschen
- 2015: Timo Pittmann: Herstellung von Biokunststoffen aus Stoffströmen einer kommunalen Kläranlage
- 2016: Maximilian Huber: Development and Evaluation of an Assessment Method for Decentralized Stormwater Treatment Systems for Runoff from Traffic Areas
- 2017: Eduard Rott: Untersuchungen zur Elimination von Phosphor aus phosphonathaltigen Industrieabwässern
- 2018
  - Asya Drenkova-Tuhtan: Phosphorus Elimination and Recovery from Wastewater with Reusable Nanocomposite Magnetic Particles
  - Maximilian Weissbach: Technische Implementation und Entwicklung von Regelungsstrategien zur Integration des Coupled Aerobic-anoxic Nitrous Decomposition Operation (CANDO)-Prozess in bestehende Abwasserreini-gungssysteme zur simultanen Stickstoffeliminati-on und Energierückgewinnung über Stickstoff
- 2019: David B. Miklos: Enhanced Removal of Trace Organic Chemicals from Wastewater Treatment Plant Effluents Using UV-Based Advanced Oxidation Processes
- 2020: Benedikt Aumeier: Konzept zur dezentralen Aufbereitung von Oberflächenwässern, das ohne Strom auskommt
- 2021: Sema Karakurt-Fischer: Development and validation of a novel treatment concept for planned potable reuse based on sequential managed aquifer recharge technology for more sustainable water management
- 2022: Thomas Lippert: Sewage sludge disintegration using innovative ultrasound reactors with surface transducers – Performance assessment and optimization of operating conditions
- 2023: Christoph Schwaller: Agricultural irrigation demand modeling and assessment of membrane ultrafiltration alone or hybridized with inline dosed powdered activated carbon for non-potable water reuse applications
- 2024: Tobias Blach: Aerobic and Electrochemical Treatment of Process Water from Hydrothermal Carbonization of Sewage Sludge[1]

## Preisträger der Willy-Hager-Medaille
- 1995: Robert Rautenbach, Kurt Marquardt
- 1998: Heinrich Strathmann
- 2001: Ivan Sekoulov
- 2004: Fritz H. Frimmel
- 2007: Carl Franz Seyfried
- 2010: Rolf Dieter Gimbel
- 2013: Peter Cornel
- 2016: Martin Jekel:
- 2019: Karl-Heinz Rosenwinkel
- 2022: Sven-Uwe Geißen
- 2025: Jörg E. Drewes[2]